# Muurleeuwenbek
De muurleeuwenbek (Cymbalaria muralis; synoniem: Linaria cymbalaria) is een plant uit de weegbreefamilie (Plantaginaceae). De plant heeft zijn verspreidingsgebied in de afgelopen eeuwen uitgebreid met grote delen van West- en Midden-Europa.

## Kenmerken
Het is een overblijvende plant met hangende, soms kruipende, tot 60 cm lange stengel. De kleine klimopachtige enigszins vlezige bladeren zijn drie- tot zevenlobbig en tot 2 cm gesteeld. De apart staande bloem is lichtpaars of licht violet van kleur, en heeft twee licht gele vlekjes. De tweezijdig symmetrische bloemen zijn 0,8-1 cm breed en zitten op lange stengels in de bladoksels. De bloeitijd loopt van april tot september.

## Voorkomen
Aangenomen wordt dat de plant uit Kroatië en/of Noord-Italië afkomstig is. In West- en Midden-Europa nestelt de plant zich vooral in de spleten van oude bakstenen muren. Waarschijnlijk is hij in dit gebied als tuinplant verwilderd.
Muurleeuwenbek prefereert beschaduwde, vochtige plaatsen zoals verweerde muren en zerken van oude graven. Oude dijkbeschoeiingen en kademuren zijn ideaal, omdat het water de temperatuurschommelingen, waar deze plant een hekel aan heeft, beperkt. Ook is de benodigde hoge relatieve luchtvochtigheid hier gegarandeerd.
De plant vormt veel lange stengels, die regelmatig wortel schieten. Hierdoor kan de plant zich behalve door uitzaaiing ook vegetatief vermeerderen.
De bloem buigt na de bloei naar binnen, waardoor de zaden naar binnen vallen en in spleten tussen stenen in het donker kiemen. De kiemen van de plant werden tot de 17e eeuw ook gebruikt voor het maken van vruchtensap als bindmiddel.

## Plantensociologie
De muurleeuwenbek is een kensoort voor de muurleeuwenbek-orde (Tortulo-Cymbalarietalia). Dit is een orde van muurplantengemeenschappen uit de muurvaren-klasse (Asplenietea trichomanis).